# Biserica reformată din Miheșu de Câmpie
Biserica reformată din Miheșu de Câmpie (în maghiară Mezőméhesi református templom) este o biserică construită în 1909 de groful Gyula Kendeffy în amintirea părinților István Kendeffy și Amália Sombori pentru reformații din localitate.

## Istoric
Localnicii în anul 1556 împreună cu biserica medievală cu hramul „Sfântul Martin” din Miheșu Mare au trecut la religia reformată.  Actuala biserică reformată din centrul satului a fost construită în anul 1909, ctitorul fiind Gyula Kendeffy. Familia Kendeffy a donat bisericii în 1910 orga Rieger⁠(de)[traduceți]. 

## Descriere
În interior se găsește mobilier bisericesc de valoare artistică. 